# Bill Irwin (Skisportler)
William Archibald „Bill“ Irwin (* 24. März 1920 in Winnipeg; † 9. Februar 2013 in Vernon) war ein kanadischer Skisportler, der in den nordischen sowie den alpinen Skidisziplinen aktiv war.

## Werdegang
Irwin begann mit dem Skisport im Alter von neun Jahren gemeinsam mit seinem drei Jahre älteren Bruder Bert Irwin auf Initiative des gleichnamigen Vaters, der Vorsitzender des Amber Ski Club war. 1930 gewann er seinen ersten Wettbewerb. 1937 gewann er erstmals die Western Canadian Championships. Den Erfolg wiederholte er 1939, 1941 und 1942. 1940 bis 1942 gewann er zudem dreimal in Folge die Vancouver Ski Classics.
Nachdem Irwin von 1943 bis 1945 in der Kanadischen Armee während des Zweiten Weltkriegs verpflichtet war, kehrte er nach dem Krieg schnell wieder zu alter Form zurück und erreichte schnell die Qualifikation für die Olympischen Winterspiele 1948 im Schweizer St. Moritz. Insgesamt qualifizierte er sich für sechs Wettbewerbe. In fünf der Wettbewerbe ging er schließlich an den Start.
In der alpinen Abfahrt erreichte er zeitgleich mit dem Briten Donald Garrow den 60. Platz. Im Skispringen belegte er beim Einzelspringen von der Normalschanzen mit Sprüngen auf 56 und 54 Meter den 39. Platz. Wenig später fuhr er im alpinen Slalom auf den 50. Rang. Nachdem er im Skilanglauf-Einzel nur einen schwachen 81. Platz erreichte, landete er im Einzel der Nordischen Kombination auf Rang 37. In der alpinen Kombination erreichte er zum Abschluss der Spiele den 36. Platz.
1955 beendete er seine aktive Karriere, blieb aber dem Skisport noch weitere Jahre treu. Bereits neben seiner aktiven Laufbahn trainierte Irwin Schottische Armeeeinheiten im Skilaufen. Er gründete die Lorch Lomond Ski Area sowie den gleichnamigen Club. Seinen letzten aktiven Wettbewerb bestritt er mit der Over The Hill Abfahrt 1983. Zuvor hatte er für seine Erfolge und den Einsatz für den Skisport 1975 den Ontario Tourism Award erhalten. 2000 wurde er in die Canadian Ski Hall of Fame aufgenommen.
Sein Sohn Dave Irwin war später als alpiner Skirennläufer aktiv und startete bei den Olympischen Winterspielen 1976 und 1980.